# Eupithecia indissolubilis
Eupithecia indissolubilis là một loài bướm đêm trong họ Geometridae.